# Станар (роман)
Станар (фр. Le Locataire chimérique) је роман француског писца Ролана Топора, први пут објављен 1964. године. Филм заснован на овом делу режирао је Роман Полански 1976. године. Као надреалистички хорор роман, Станара је писац Џон Фаулс описао као књигу у „Кафкином духу”.
Књигу је у Србији објавила издавачка кућа Орфелин 2018. године, у преводу Оље Петронић.

## Радња
Главни јунак, повучени самац Трелковски, досељава се у стан у центру Париза. Стан се налази у мрачној згради настањеној чудним и подозривим људима који као да крију некакву тајну. Трелковски наслућује да би та тајна добрим делом могла имати везе са станарком која је претходно живела у сада његовом стану, а која се, наводно, убила скочивши кроз прозор. Он постаје опсесивно заокупљен њом; њен „дух” и сенке и мракови осталих станара спуштају се на њега и прете да му помуте ум.